# Chris Tănăsescu
Chris Tănăsescu (nume real Cristian Tănăsescu; n. 12 iunie, , Iași) este un poet, eseist, critic și traducător român.

## Biografie
Urmează Facultatea de Matematica-Informatica a Universității „Alexandru Ioan Cuza” din Iași.
Este licențiat în filologie și informatică, doctor în filologie și profesor de poezie americană contemporană.
Predă cursuri de poezie americană contemporană și creative writing și de prozodie românească și arta compoziției poetice la Universitatea București.

## Operă
Chris Tănăsescu este un poet prezent în antologii și publicații din România și Statele Unite. 
Chris Tănăsescu a publicat o serie de articole academice, eseuri, critică de poezie și traduceri în publicații din România, Marea Britanie și Statele Unite. 
Chris Tănăsescu corespondează cu câțiva dintre cei mai eminenți poeti americani ai momentului (David Baker, Ilya Kaminsky), fiind prezent pe cele mai prestigioase site-uri de poezie. Traduce din literaturile anglo-saxone (a tălmăcit bijuteria indiscretă "Teleny" atribuita lui Oscar Wilde).
Este poetul trupei multimedia de poezie, pictură și muzică MARGENTO , cu care a căștigat premiile Fringiest Event Award (Buxton Fringe, Anglia, 2005), Mențiunea Presei (Adelaide Fringe, Australia, 2006) și Discul de Aur (România, 2008).

## Cărți publicate
- La rasăritul temniței, 1994
- România cu amănuntul, Vinea, 2008
- Hermaia, Vinea, 2009 - o carte-obiect, lucrată în dialog cu pictura lui Grigore Negrescu (Margento).
- Cartea de la Curtea,  Vinea, 2010[2]

## Premii și distincții
- Premiul Bibliotecii Internaționale de Poezie din Maryland (2001)
- Premiul Ronald Gasparic (1996),
- Bursier Anna Akhmatova Foundation (2006-2007) pentru activitatea sa de poet și traducător.
- Fringiest Event Award la Buxton Fringe (Anglia, 2005),
- Mențiunea Presei la Adelaide Fringe (Australia, 2006),
- Discul de Aur (România, 2008).
- Bursa post-doctorală Fulbright (2010) la San Diego State University (California).

În 2009 a ajuns în finala festivalului european de Slam poetry de la Berlin.

## Aprecieri critice
Numit de criticul Antonio Pătraș "omul-spectacol", Chris Tănăsescu este cel care a determinat apariția trupei Margento, din care mai fac parte, pictorul Grigore Negrescu, instrumentiștii Costin Dumitrache și Vali Baicu și, nu în ultimul rând, Maria Raducanu, o voce cu timbru aparte, de o feminitate abisală.
O. Nimigean ține sa atragă atenția asupra faptului că poezia lui Chris Tănăsescu, în ce are ea mai specific, adică "acel magnetism de dincolo de cuvinte", ar trebui să se impuna in literatura actuală prin simpla sa prezență, făra alte comentarii.